# ビバリウム (映画)
『ビバリウム』（Vivarium）は2019年のアイルランド・デンマーク・ベルギーのホラー映画。監督はロルカン・フィネガン、出演はイモージェン・プーツとジェシー・アイゼンバーグなど。不動産会社に紹介された奇妙な住宅地から抜け出せなくなってしまったカップルを描いている。タイトルの「ビバリウム（vivarium）」とは、自然の生息状態をまねて作った動植物飼養場である。

## ストーリー
1組のカップル（ジェマとトム）が家を購入するために不動産屋を訪れていた。店主のマーティンは2人に最近開発されたばかりの宅地、ヨンダーにある家を購入するよう勧めた。マーティンの案内でヨンダーの9番地にやって来た2人だったが、その不気味さにゾッとさせられた。と言うのも、ヨンダーには住人が1人もおらず、そこにある住宅も全て同じ設計のものだったのである。帰ろうとした2人だったが、マーティンは車を残したまま忽然と姿を消してしまった。やむなく、2人は自力でヨンダーから帰ろうとするも、どうやっても9番地に戻ってきてしまうのだった。
翌日、2人は思いつく限りの手段を使ってヨンダーからの脱出を図ったが、どれも失敗に終わった。怒り狂ったトムはヨンダーに火を放ち、そのまま眠りに就いた。ところが、翌日には全てが元通りに再建されていた。愕然とする2人だったが、その目に謎の箱が飛び込んできた。その箱の中には赤ん坊が入っており、「この子を大人になるまで育て上げたとき、貴方たちは自由の身となります」というメモ書きが付されていた。
その言葉を信じて赤ん坊の世話に励む2人だったが、期待は脆くも裏切られるのだった。

## キャスト
※括弧内は日本語吹替
- ジェマ：イモージェン・プーツ（櫻井智）
- トム：ジェシー・アイゼンバーグ（山口勝平）
- マーティン：ジョナサン・アリス（庄司然）
- 母親：ダニエル・ライアン（英語版）（李ふぁみ）
- 少年：セナン・ジェニングス（北﨑ひとみ）
  - 成長した少年：エアンナ・ハードウィック（濱野大輝）

## 製作
2018年5月2日、イモージェン・プーツとジェシー・アイゼンバーグの起用が発表された。7月、本作の主要撮影がアイルランドで始まった。

## 音楽
2020年4月24日、ミラン・レコーズが本作のサウンドトラックを発売した。
挿入曲は「ルーディたちへのメッセージ」（ダンディ・リヴィングストン）、「シャンティ・タウン」（デスモンド・デッカー）、「Complicated Game」（XTC）。

## 公開・マーケティング
2019年5月15日、本作の劇中写真が初めて公開された。18日、本作は第72回カンヌ国際映画祭でプレミア上映された。7月11日、サバン・フィルムズが本作の全米配給権を獲得したと報じられた。2020年1月22日、本作のオフィシャル・トレイラーが公開された。

## 評価
本作は批評家から好意的に評価されている。映画批評集積サイトのRotten Tomatoesには146件のレビューがあり、批評家支持率は72%、平均点は10点満点で6.6点となっている。サイト側による批評家の見解の要約は「『ビバリウム』は観客を引きつける作品だが、それと同じくらい当惑させられる作品でもある。しかし、同作は面白いアイデアを適切なやり方で膨らませており、出演者の演技も上々のものである。」となっている。また、Metacriticには23件のレビューがあり、加重平均値は64/100となっている。